# Brezje pri Grosupljem
Brezje pri Grosupljem este o localitate din comuna Grosuplje, Slovenia, cu o populație de 844 de locuitori.